# Noyers-Saint-Martin
Noyers-Saint-Martin is een gemeente in het Franse departement Oise (regio Hauts-de-France). De plaats maakt deel uit van het arrondissement Clermont. Noyers-Saint-Martin telde op 1 januari 2022 892 inwoners.

## Geografie
De oppervlakte van Noyers-Saint-Martin bedroeg op 1 januari 2022 13,27 vierkante kilometer; de bevolkingsdichtheid was toen 67,2 inwoners per km².

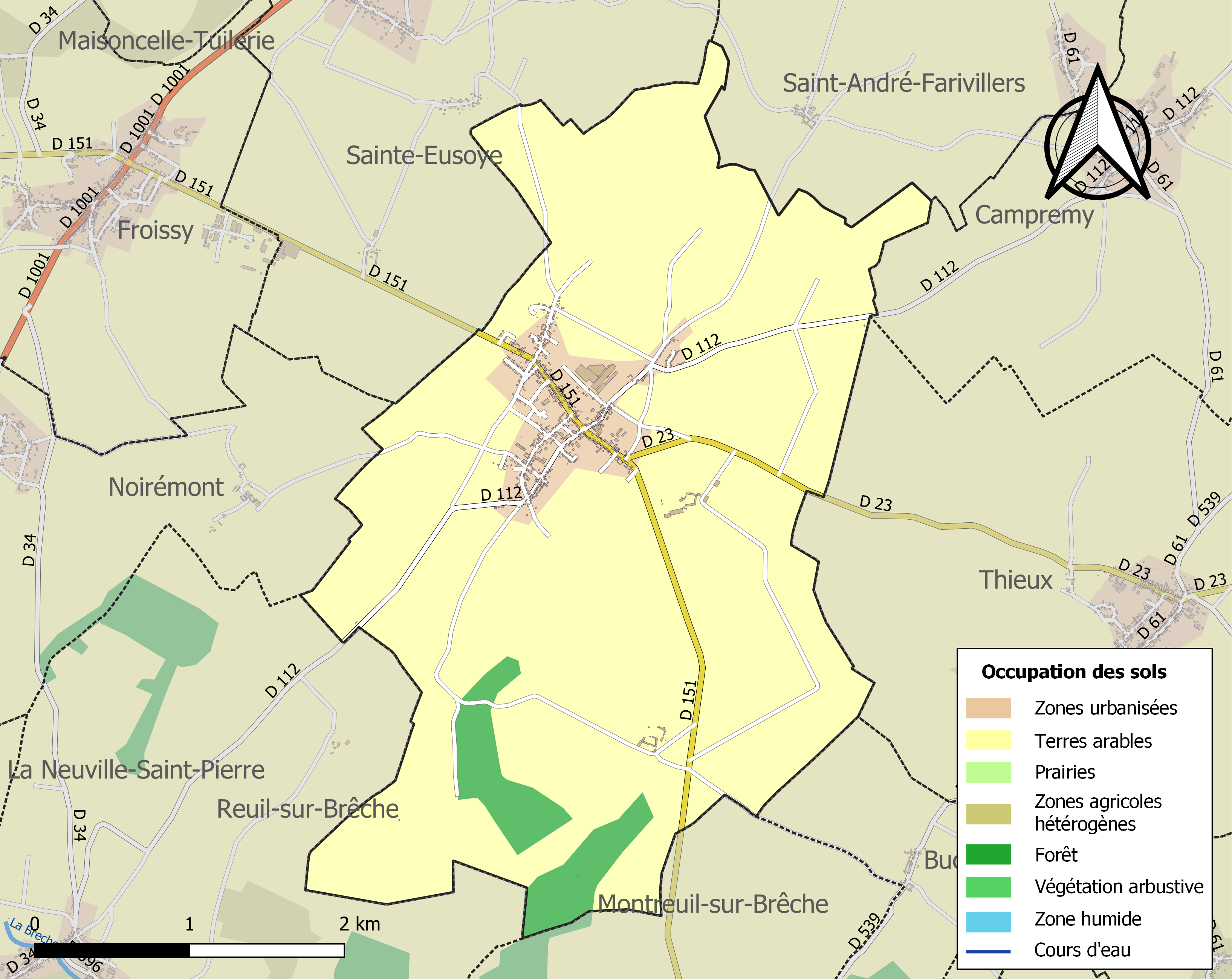
Kaart van de gemeente met belangrijkste infrastructuur, bodemgebruik en omliggende gemeenten

## Demografie
Onderstaande figuur toont het verloop van het inwonertal (bron: INSEE-tellingen).